# روبسون بونتي
روبسون بونتي (بالبرتغالية: Robson Ponte‏) (6 نوفمبر 1976 في ساو باولو في البرازيل – )؛ هو لاعب كرة قدم كان يلعب كلاعب وسط.

## وصلات خارجية
- روبسون بونتي على موقع الاتحاد الأوربي (الإنجليزية)
- روبسون بونتي على موقع رابطة كرة القدم اليابانية للمحترفين (اليابانية)
- روبسون بونتي على موقع قاعدة بيانات كرة القدم.إي يو (الإنجليزية)
- روبسون بونتي على موقع بيانات كرة القدم. دي إي (الألمانية)
- روبسون بونتي على موقع Soccerway.com (الإنجليزية)
- روبسون بونتي على موقع عالم كرة القدم.نت (الإنجليزية)